# 후포항 (강화군)
후포항(後浦港)은 인천광역시 강화군 화도면 내리, 강화도 남서측의 선수선착장에서 동쪽으로 약 600m 되는 곳에 있는 어항이다. 지방어항으로 지정, 관리되고 있다. 시설관리자는 강화군수이다.

## 어항구역
본 항의 어항구역은 다음과 같다.
- 아래의 ㉮점을 기점으로 반경으로 그은 원내의 수역 (66,000m2)
  - ㉮ : (X:460,274.39, Y:146,294.68), (37˚38′25.87″N, 126˚23′29.43″E)
  - ㉯ : (X:460,191.62, Y:146,476.75), (37˚38′23.23″N, 126˚23′36.88″E)
  - ㉰ : (X:460,204.94, Y:146,107.12), (37˚38′23.58″N, 126˚23′21.80″E)
- 어항관련 사업으로 조성된 육역(물량장, 선착장 등)
  - 1825-6잡,1825-7잡,1825-8잡,1825-14,1825-15잡
  - 시유지 : 6,706m2

## 어항 시설
방파제, 물양장 및 선착장 시설을 갖추고 있어 소형 선박은 접안이 가능하다.